# محوطه لاخوشک ۹
محوطهٔ لاخوشک ۹ مربوط به دوران پارینه‌سنگی میانی است و در شهرستان کوهرنگ، بخش مرکزی، دهستان شوراب تنگزی، ۱ کیلومتری شمال شرق روستای دهنوی پایین، ۶/۵ کیلومتری جنوب شرق چلگرد به خط مستقیم واقع شده و این اثر در تاریخ ۲۷ اسفند ۱۳۸۷ با شمارهٔ ثبت ۲۶۳۳۶ به‌عنوان یکی از آثار ملی ایران به ثبت رسیده است.